# 何塞·佩克尔曼
何塞·佩克尔曼（José Néstor Pekerman，1949年9月3日—），阿根廷足球教练，乃一名祖先来源于烏克蘭的猶太裔后代，曾是足球運動員，退役后曾执教过阿根廷國家足球隊和哥伦比亚国家足球队。

## 生平
這名教練的球員生涯並不算成功，早年曾在哥倫比亞足球聯賽球會效力，司職中場，上陣101場比賽入15球。28歲時因為嚴重膝傷而要退役，還曾因為如此而轉行為計程車司機。
其後他重返足壇，曾執教阿根廷查卡里塔青年的青年軍，並在智利科洛科洛竞技俱乐部擔任青年軍教頭。1994年他被聘為阿根廷17歲和20歲以下國家隊教練，為20歲以下國家隊贏得多屆世青杯冠軍：1995、1997、2001。而在南美青年杯，也於1997年和1999年贏得冠軍。當幾屆他培育出不少現役阿根廷球星，如沙維奧拿、列基美等。
2004年9月何塞·佩克尔曼獲委任為阿根廷國家隊教頭，為2006年世界杯作準備。這屆世界杯阿根廷被抽作與世界級勁敵荷蘭同組，但佩克尔曼成功地帶領阿根廷出線，其中分組賽對塞爾維亞和黑山阿根廷就以6比0大勝，乃佩克尔曼的代表作。可是在阿根廷八強對東道主德國，佩克尔曼在阿根廷領先下調走部分攻擊主力，改用防守球員代替。其後阿根廷反勝為敗，被德國反超前，國內媒體紛紛指責佩克尔曼的調動失誤，導致阿根廷落敗告終。而佩克尔曼也因此而辭職。

## 外部連結
- 關於佩克尔曼（西班牙文）